# Dienis Korniejew
Dienis Korniejew (ros. Денис Корнеев, ur. 2 marca 1993 w Moskwie) – rosyjski kierowca wyścigowy.

## Kariera

### Formuła 4
Korniejew rozpoczął karierę w jednomiejscowych samochodach wyścigowych w wieku 19 lat w 2012 roku we Francuskiej Formule 4. W ciągu 14 wyścigów nigdy nie zdołał stanąć na podium. Jego najlepszą pozycją było 5. miejsce zajęte podczas sobotniego wyścigu na torze Paul Ricard Circuit. Z dorobkiem 40 punktów zakończył sezon na 11 pozycji w klasyfikacji generalnej serii.

### Formuła Renault
Na sezon 2013 Korniejew podpisał kontrakt ze szwajcarską ekipą Jenzer Motorsport na starty w Europejskim Pucharze Formuły Renault 2.0 oraz Alpejskiej Formule Renault 2.0. Jedynie w edycji alpejskiej był klasyfikowany. Z dorobkiem dziesięciu punktów ukończył tam sezon na 23 pozycji w klasyfikacji generalnej.
W 2014 roku Rosjanin kontynuował współpracę z Jenzer Motorsport w Alpejskiej Formule Renault 2.0. W ciągu czternastu wyścigów, w których wystartował, uzbierał łącznie 46 punktów. Dało to mu ósme miejsce w klasyfikacji generalnej. Wystartował także gościnnie w sześciu wyścigach Europejskiego Pucharu Formuły Renault 2.0 w bolidzei zespołu JD Motorsport.

## Statystyki
| Sezon | Seria                                  | Zespół            | Wyścigi | Zwycięstwa | PP | NO | Podium | Punkty | Pozycja |
| ----- | -------------------------------------- | ----------------- | ------- | ---------- | -- | -- | ------ | ------ | ------- |
| 2012  | Francuska Formuła 4                    | Signatech         | 14      | 0          | 0  | 0  | 0      | 40     | 11      |
| 2013  | Europejski Puchar Formuły Renault 2.0† | Jenzer Motorsport | 2       | 0          | 0  | 0  | 0      | 0      | NS†     |
| 2013  | Alpejska Formuła Renault 2.0           | Jenzer Motorsport | 14      | 0          | 0  | 0  | 0      | 10     | 23      |
| 2014  | Europejski Puchar Formuły Renault 2.0  | JD Motorsport     | 6       | 0          | 0  | 0  | 0      | 0      | NS†     |
| 2014  | Alpejska Formuła Renault 2.0           | Jenzer Motorsport | 14      | 0          | 0  | 0  | 0      | 46     | 8       |
| 2014  | Toyota Racing Series                   | ETEC Motorsport   | 15      | 0          | 0  | 0  | 0      | 417    | 8       |

† – Korniejew nie był klasyfikowany.